# Humphrey Campbell
Humphrey Campbell (ur. 26 lutego 1958 w Moengo, zm. 25 marca 2024) – holenderski piosenkarz, z pochodzenia Surinamczyk. Reprezentant Holandii podczas Konkursu Piosenki Eurowizji 1992 z utworem „Wijs Me De Weg”.

## Życiorys
Campbell wyemigrował do Holandii w 1973 roku, później studiował i nauczał w Hilversum Conservatorium.

### Konkurs Piosenki Eurowizji
W 1992 wraz z utworem „Wijs Me De Weg” wygrał spośród 12 uczestników, krajowe eliminacje do Konkursu Piosenki Eurowizji 1992. Podczas finału, który się odbył 9 maja w szwedzkim Malmö, wystąpił jako 23. z kolei. Zdołał zdobyć 67 punktów, co przełożyło się na 6. miejsce w klasyfikacji końcowej. W 1993 roku również wystąpił w konkursie, jednak tym razem w chórku Ruth Jacott.

### Późniejsza kariera
Po udanym występie w Konkursie Piosenki Eurowizji został producentem muzycznym. W 1997 roku pod nazwą „CC Campbell” wspólnie z braćmi Carlosem i Charlesem wydał album „Souls in Harmony”, jednak bez sukcesu. Potem ponownie zajął się produkcją.

## Dyskografia

### Single
- 1975 – I Really Love You
- 1977 – Angel
- 1977 – Long Lonely Christmas
- 1979 – Saturday Night
- 1980 – Heaven’s Full Of Angels
- 1992 – True Hearts
- 1992 – You're So Good
- 1992 – Wijs me de weg
- 1992 – No Questions